# Wijken en buurten in Noordwijk
De Nederlandse gemeente Noordwijk is voor statistische doeleinden onderverdeeld in wijken en buurten. 

## Noordwijk
De gemeente voormalige gemeente Noordwijk was verdeeld in de volgende statistische wijken:
- Wijk 00 Noordwijk-Binnen (CBS-wijkcode:057500)
- Wijk 01 Noordwijk Aan Zee (CBS-wijkcode:057501)

Een statistische wijk kan bestaan uit meerdere buurten. Onderstaande tabel geeft de buurtindeling met kentallen volgens het Centraal Bureau voor de Statistiek (2008):
| CBS-buurtcode | Buurtnaam                          | Inwonertal | Opp. totaal (ha) | Opp. land (ha) | Ligging                |
| ------------- | ---------------------------------- | ---------- | ---------------- | -------------- | ---------------------- |
| BU05750000    | Dorpskern                          | 6740       | 226              | 225            | Locatie in de gemeente |
| BU05750001    | Beeklaan-kwartier                  | 5070       | 96               | 96             | Locatie in de gemeente |
| BU05750002    | Boerenburg en Grashoek             | 3610       | 115              | 115            | Locatie in de gemeente |
| BU05750004    | Estec                              | 0          | 8                | 8              | Locatie in de gemeente |
| BU05750005    | Dr. Mr. W. van den Berghstichting  | 680        | 40               | 40             | Locatie in de gemeente |
| BU05750009    | Verspreide huizen Zuiden en Oosten | 300        | 572              | 563            | Locatie in de gemeente |
| BU05750100    | Dorpskern                          | 3180       | 50               | 50             | Locatie in de gemeente |
| BU05750101    | Villawijk-Zuid                     | 1440       | 235              | 235            | Locatie in de gemeente |
| BU05750102    | De Noord                           | 3210       | 171              | 171            | Locatie in de gemeente |
| BU05750108    | Sancta Maria                       | 60         | 22               | 22             | Locatie in de gemeente |
| BU05750109    | Verspreide huizen Langeveld        | 600        | 2029             | 2022           | Locatie in de gemeente |

## Noordwijkerhout
De gemeente voormalige gemeente Noordwijkerhout was verdeeld in de volgende statistische wijken:
- Wijk 00 (CBS-wijkcode:057600)

| CBS-buurtcode | Buurtnaam                                    | Inwonertal | Opp. totaal (ha) | Opp. land (ha) | Ligging                |
| ------------- | -------------------------------------------- | ---------- | ---------------- | -------------- | ---------------------- |
| BU05760000    | Noordwijkerhout                              | 11050      | 243              | 241            | Locatie in de gemeente |
| BU05760001    | Kleine Zilk                                  | 350        | 322              | 321            | Locatie in de gemeente |
| BU05760002    | Grote Zilk                                   | 1950       | 274              | 269            | Locatie in de gemeente |
| BU05760008    | Verspreide huizen ten zuiden van de gemeente | 570        | 595              | 582            | Locatie in de gemeente |
| BU05760009    | Verspreide huizen in het Centrum             | 1480       | 906              | 846            | Locatie in de gemeente |